# Ladji Doucouré
Ladji Doucouré (Juvisy-sur-Orge, 1983. március 28. –) világbajnok francia atléta, futó.
A 2005-ös helsinki világbajnokságon aranyérmes lett száztíz méteres gátfutásban, miután 13,07-es idővel teljesítette a távot a szám döntőjében, valamint Ronald Pognon, Eddy De Lépine és Lueyi Dovy társaként tagja volt a négyszer száz méteren aranyérmes francia váltónak.
Ezentúl hatvan méteres gátfutásban kétszeres fedett pályás Európa-bajnok.

## Egyéni legjobbjai
- 100 méter síkfutás – 10,52
- 200 méter síkfutás – 20,75
- 110 méter gátfutás – 12,97